# Lijst van Dancesmashes in 1997
Deze hits waren in 1997 Dancesmash op Radio 538:
| Nr. | Bekendgemaakt op | Artiest                                         | Titel                                | Hoogste positie in Top 40 |
| --- | ---------------- | ----------------------------------------------- | ------------------------------------ | ------------------------- |
| 144 | 3 januari        | Lisa Stansfield vs. The Dirty Rotten Scoundrels | People Hold On (The Bootleg Mixes)   | tip9                      |
| 145 | 10 januari       | Red 5                                           | Da beat goes                         | 15                        |
| 146 | 17 januari       | Cool Jack                                       | Jus' Come                            | Geen notering             |
| 147 | 24 januari       | Chicane                                         | Offshore                             | 28                        |
| 148 | 31 januari       | MC Lyte & Missy Elliott                         | Cold rock a party                    | 33                        |
| 149 | 7 februari       | B.B.E.                                          | Flash                                | 28                        |
| 150 | 14 februari      | Delicious Love                                  | Love of my life                      | Geen notering             |
| 151 | 21 februari      | Real DJ                                         | You make me feel (Mighty real)       | 33                        |
| 152 | 28 februari      | Future Breeze                                   | Why don't you dance with me          | 6                         |
| 153 | 7 maart          | M.R.                                            | To France (The mixes)                | 30                        |
| 154 | 14 maart         | Gala                                            | Let a Boy Cry                        | 9                         |
| 155 | 21 maart         | Red 5                                           | I love you... Stop!                  | 28                        |
| 156 | 28 maart         | Flashback                                       | Black Betty                          | tip5                      |
| 157 | 4 april          | Sound Lovers                                    | Run a way                            | 13                        |
| 158 | 11 april         | DJ Jean & Peran                                 | Let yourself go                      | 29                        |
| 159 | 18 april         | Mr. S. Oliver                                   | Funkin' down the track (The best DJ) | tip3                      |
| 160 | 25 april         | Funky Green Dogs                                | Fired up                             | 23                        |
| 161 | 2 mei            | Sash! ft. Rodriguez                             | Ecuador                              | 8                         |
| 162 | 9 mei            | Daft Punk                                       | Around the World                     | 21                        |
| 163 | 16 mei           | Future Breeze                                   | Keep the fire burnin'                | tip4                      |
| 164 | 23 mei           | The Sunclub                                     | Fiesta de los tamborileros           | 3                         |
| 165 | 30 mei           | Whirlpool Productions                           | From disco to disco                  | tip4                      |
| 166 | 6 juni           | Bellini                                         | Samba de Janeiro                     | 7                         |
| 167 | 13 juni          | Energy 52                                       | Café del mar (Remixes)               | 22                        |
| 168 | 20 juni          | 2 Eivissa                                       | Oh la la la                          | 24                        |
| 169 | 27 juni          | Karen Young                                     | Hot Shot '97                         | tip11                     |
| 170 | 4 juli           | Klubbheads                                      | Discohopping                         | tip17                     |
| 171 | 11 juli          | Will Smith                                      | Men in Black                         | 2                         |
| 172 | 18 juli          | Ultra Naté                                      | Free                                 | 29                        |
| 173 | 25 juli          | Tina Cousins                                    | Killin' time                         | 23                        |
| 174 | 1 augustus       | De Bos                                          | On the run                           | 7                         |
| 175 | 8 augustus       | Vengaboys                                       | Parada de tettas                     | 14                        |
| 176 | 15 augustus      | Groovemasters                                   | The crowd is movin'                  | Geen notering             |
| 177 | 22 augustus      | Nalin & Kane                                    | Beachball                            | 24                        |
| 178 | 29 augustus      | Porn Kings                                      | Amour (C'mon)                        | tip7                      |
| 179 | 5 september      | Todd Terry presents Martha Wash & Jocelyn Brown | Something goin' on                   | tip5                      |
| 180 | 12 september     | Blackout                                        | Gotta have hope                      | tip9                      |
| 181 | 19 september     | Rainbox                                         | Seed, scattered                      | tip16                     |
| 182 | 26 september     | Sash! ft. La Trec                               | Stay                                 | 6                         |
| 183 | 3 oktober        | Antiloop                                        | In My Mind                           | 14                        |
| 184 | 10 oktober       | Da Hool                                         | Meet Her at the Love Parade          | 9                         |
| 185 | 17 oktober       | R.O.O.S.                                        | Instant moments (Waiting for)        | 20                        |
| 186 | 24 oktober       | Moby                                            | James Bond theme (Moby's re-version) | 27                        |
| 187 | 31 oktober       | Ma$e                                            | Feel So Good                         | 31                        |
| 188 | 7 november       | Tank                                            | Can U feel the bass?                 | 34                        |
| 189 | 14 november      | Boston DJ's                                     | Move your body                       | tip14                     |
| 190 | 21 november      | Faithless                                       | Don't leave (Euphoric radio)         | tip5                      |
| 191 | 28 november      | Gala                                            | Come into My Life                    | 32                        |
| 192 | 5 december       | Yves DeRuyter                                   | The rebel                            | tip6                      |
| 193 | 12 december      | Scott Garcia ft. MC Styles                      | A London thing                       | tip14                     |
| 194 | 19 december      | The Happy Groover                               | When I Snap My Fingers...            | 13                        |
| -   | 26 december      | Geen Dancesmash gekozen.                        | Geen Dancesmash gekozen.             | Geen Dancesmash gekozen.  |

1994 ·
1995 ·
1996 ·
1997 ·
1998 ·
1999 ·
2000 ·
2001 ·
2002 ·
2003 ·
2004 ·
2005 ·
2006 ·
2007 ·
2008 ·
2009 ·
2010 ·
2011 ·
2012 ·
2013 ·
2014 ·
2015 ·
2016 ·
2017 ·
2018 ·
2019 ·
2020 ·
2021 ·
2022 ·
2023 ·
2024 ·
2025